# تشارلز راندولف
تشارلز راندولف (بالإنجليزية: Charles Randolph)‏ هو كاتب سيناريو ومنتج أفلام أمريكي، ولد في القرن العشرين في ناشفيل في الولايات المتحدة.

## وصلات خارجية
- تشارلز راندولف على موقع IMDb (الإنجليزية)
- تشارلز راندولف على موقع ألو سيني (الفرنسية)
- تشارلز راندولف على موقع أول موفي (الإنجليزية)
- تشارلز راندولف على موقع أول موفي (الإنجليزية)
- تشارلز راندولف على موقع قاعدة بيانات الأفلام السويدية (السويدية)
- تشارلز راندولف على موقع قاعدة بيانات الفيلم (الإنجليزية)
- تشارلز راندولف على موقع كينوبويسك (الروسية)